# ソニーバンク証券
ソニーバンク証券株式会社（ソニーバンクしょうけん、英文名 Sony Bank Securities Inc.）は、かつて存在した証券会社である。2013年1月、マネックス証券に吸収合併された。

## 概要
2010年11月末日時点で、顧客口座数47,057口座、預かり資産残高21,485 百万円を有していた。証券取引口座への資金振り替えや国内株式などの売買注文などの一連の取り引きをソニーバンクのサービスサイト（MoneyKit）を通じて行うことができた。2013年1月12日、マネックス証券に吸収合併された。

## 沿革
- 2007年6月：ソニーバンク証券株式会社を設立・登記
- 2007年10月：証券取引口座開設受け付け開始
- 2007年10月：現物取引の取り扱い開始
- 2008年1月：ETF、REITの取り扱い開始
- 2008年10月：ソニー銀行との資金スイープサービス開始
- 2009年7月：本店移転
- 2009年8月：信用取引の取り扱い開始
- 2009年12月：CFD取引の取り扱い開始
- 2010年6月：増資の実施（20億円）
- 2012年8月：ソニー銀行がソニーバンク証券の全株式をマネックスグループに譲渡
- 2013年1月：マネックス証券に吸収合併され解散

## 取扱商品
- 株式（現物取引・信用取引）
- ETF・REIT
- CFD